# Souhane
Souhane (en tamazight de l'Atlas blidéen : Ṣuḥan, tifinagh : ⵚⵓⵃⴰⵏ) est une commune de la wilaya de Blida en Algérie.

## Géographie

### Situation
Souhane est une commune perchée à 670 m d'altitude dans l'atlas blidéen dont le chef-lieu est traversé par la RN8. Elle dépend de la Daïra de Larbaa dont elle est distante de 16 km.

### Localisation
La commune de Souhane est située à l'est de la wilaya de Blida, à 50 km à l'est de Blida et à environ 47 km au sud-est d'Alger et à environ 74 km au nord-est de Médéa
| Larbaa      | Djebabra                      | Djebabra                      |
| Larbaa      | Souhane                       | Boukram (wilaya de Bouira)    |
| Ouled Slama | Deux Bassins(wilaya de Médéa) | Deux Bassins(wilaya de Médéa) |

### Localités de la commune
Lors du découpage administratif de 1984, la commune de Souhane est constituée des localités suivantes :
- Souhane
- Tercène
- Kechabria
- Ouled Bouzid
- Ouled Bakir
- Lechaa
- Haoua
- Ouled Seghir
- Assameur
- Sakamody
- Rarbo
- Kerouane
- Ouled Messaoud
- Chorfa
- Ouled Hamidouche
- Aguaguena
- Techt
- Gheraba
- Tagounit
- Talaouartène
- Béni Saada
- Beni Oudefeul
- Ouled Bakir
- Berim
- Tikfinine
- Toussel
- Dramine
- Amchache
- Tanatelha
- Tazourakht
- Sidi Nacer
- Rabet
- Meziène

## Histoire
La création de Souhane remonte à l'époque coloniale. À l'origine, c'était une cité de recasement.
La commune a beaucoup souffert lors de la guerre civile algérienne et s'est vidée de ses habitants. Le massacre du 20 août 1997 où 65 personnes ont été sauvagement assassinées a fait fuir la population . Sohane abrite environ 300 habitants contre 4000, avant la guerre civile.

## Économie
Souhane est la commune la plus pauvre d'Algérie selon un classement établi par le Ministère de l'Intérieur et des Collectivités locales . Elle dispose d'un niveau de ressources de 25,7 millions de dinars algériens en 2012.